# Paulushofen
Paulushofen ist ein Ortsteil der Stadt Beilngries im oberbayerischen Landkreis Eichstätt.

## Lage
Das Pfarrdorf liegt südlich des Altmühltals auf der Hochfläche der Südlichen Frankenalb im Naturpark Altmühltal an der Bundesstraße 299 und der 
Staatsstraße 2229.

## Geschichte
In der Flur Haar im Mantlacher Forst und in der Flur Birklach wurden Grabhügel der Bronzezeit und der Hallstattzeit gefunden.
„Paulshouen“ wurde erstmals 1301 urkundlich erwähnt und kam im Zuge der Hirschberger Erbschaft nach dem Aussterben der Hirschberger Grafen mit Gebhard VII. 1305 an das Hochstift Eichstätt. Es lassen sich verschiedene Grundherren ausmachen; so gab 1313 Dietrich von Wildenstein einen Hof an das Kloster Plankstetten ab. Auch das Kloster Kastl, das Kloster Schamhaupten und der Ortsadel von Töging hatten im Dorf Grundbesitz. Im Dreißigjährigen Krieg erlitt der Ort Schäden. Um 1800 gehörten von den 28 Höfen in Paulushofen ein „Gütlein“ dem Kloster Sankt Walburg Eichstätt. Die Dorf- und Gemeindeherrschaft lag zu dieser Zeit beim Kastenamt Beilngries-Hirschberg, die Nieder- und Hochgerichtsbarkeit beim Oberamt Beilngries-Hirschberg.
Mit der Säkularisation 1803 kam Paulushofen an den Erzherzog Großherzog Ferdinand von Toskana und 1806 an das Königreich Bayern. Dort gehörte das Dorf zum Landgericht Beilngries, das zunächst dem Altmühlkreis, ab 1810 dem Oberdonaukreis, ab 1817 dem Regenkreis und ab 1838 dem Kreis Mittelfranken zugeordnet war. 1923 wurde eine Flurbereinigung durchgeführt. Schäden erlitt das Dorf am Ende des Zweiten Weltkriegs 1945. Ein 1924 eingeweihtes „Deutsches Mahnmal“ für „deutsche besetzte Lande“ wurde im September 1945 von den Amerikanern gesprengt. 1983 gab es im Dorf bei 366 Einwohnern 29 landwirtschaftliche Betriebe. Die seit der Säkularisation selbständige Gemeinde ging erst durch die Gebietsreform zum 1. Januar 1972 in der Stadt Beilngries auf.

## Katholische Pfarrkirche „Pauli Bekehrung“
Die heutige Kirche wurde an der Stelle einer romanischen Kirche als Filialkirche von Kottingwörth 1723 unter Benutzung eines gotischen, 1904 erhöhten und barockisierten Westturms für die damals knapp 200 Dorfbewohner durch den Palier Johann Rigalia dem Jüngeren als seinem ersten Bau im Hochstift Eichstätt nach Plänen des Eichstätter fürstbischöflichen „Bau Directore“ Gabriel de Gabrieli errichtet, der hierbei auch als Unternehmer auftrat; Rigalia unterstanden dabei 21 Maurer und Handlanger. Der quadratische Chor im Westturm hat ein Kreuzgewölbe, das Langhaus ist flachgedeckt. Im Innern der Kirche findet sich barocker Stuck von Jakob Eck (Egg) aus der Erbauungszeit der Kirche. Auch der viersäulige Hochaltar ist um 1723 aufgeführt worden, 1726 die beiden zweisäuligen Seitenaltäre; das Hochaltarbild „Pauli Bekehrung“ ist von Franz Hartmann aus München im Nazarenerstil gemalt, die Seitenfiguren des Hochaltars stammen aus der Kirche von Amtmannsdorf und stellen die Heiligen Augustinus und Ambrosius dar.
Die Rokoko-Kanzel ist am Korpus 1723 von Jakob Eck (Egg) unter anderem mit kleinen Tierdarstellungen stuckiert worden. Die bemalten Holzfiguren des rechten Seitenaltars stammen aus dem 16. Jahrhundert und stellen die beiden Kirchenpatrone dar. Der linke Seitenaltar zeigt ebenfalls kein Altarbild, sondern eine – ursprünglich am Chorbogen befindliche – Rosenkranzmadonna (um 1700). Die Gesamtkosten des Baues betrugen nach einer Rechnung Gabrielis 1825 Gulden und 18 Kreuzer, die Konsekration fand am 17. August 1723 statt. 1917 wurde von Franz Hartmann das Deckengemälde angebracht, das Paulus bei seiner Areopag-Rede zeigt.
Bis 1790 blieb Paulushofen eine Filialkirche. Ab 1805 durfte der Paulushofener Kurat (die Kuratie wurde 1792 errichtet) den Titel „Pfarrer“ führen. Zur katholischen Pfarrei Paulushofen gehören als Filialen Amtmannsdorf mit der Kirche St. Nikolaus, Eglofsdorf mit der Kirche St. Martin und die Einöde Viehstall. 1996 wurde im Pfarrort der Kindergarten St. Christophorus eingeweiht. Am 9. November 2008 beschädigte ein Brand die Kirchenorgel. Anfang 2011 wurde die Innenrenovierung beendet.

## Vereine
- Heimatverein Paulushofen e. V.
- Freiwillige Feuerwehr Paulushofen
- FC Paulushofen
- Katholische Landjugend Paulushofen
- KDFB-Zweigverein Paulushofen
- Swingolf-Club Paulushofen e. V.